# Il caffè
Il caffè è stato un programma televisivo, nato come spin-off di Unomattina, in onda dal 2011 al 2025 su Rai 1. Il programma tratta di argomenti culturali, presentando ogni settimana vari libri. Il programma è stato trasmesso dallo Studio 4 del CPTV Rai di Via Teulada 66 a Roma ed è andato in onda ogni domenica dalle 6:05 alle 7:00 con la conduzione di Pino Strabioli.

## Il programma
In ogni puntata notizie e approfondimenti su teatro, cinema, libri e musica.
Ogni settimana ospiti i protagonisti della tv di ieri e oggi, attori, scrittori e musicisti. Un viaggio nel racconto della memoria e nella scoperta delle novità che si muovono in campo culturale. Focus sullo spettacolo dal vivo di un paese che sta rinascendo.

## Programmazione
Fino al 2014 il programma si chiamava UnoMattina Caffè; dal 2014 al 2022 ha assunto il titolo de Il caffè di Rai 1, fino all'attuale denominazione, assunta nel 2022, de Il Caffe.
Dal 2011 al 2016 andava in onda dal lunedì al venerdì dalle 6 alle 6:30. Dal 2016 al 2024 è andato in onda il sabato mattina dalle 6:05 alle 7. Dal 2024 va in onda la domenica dalle 6:10 alle 7.
Dal 2012 al 2020 è stato trasmesso anche uno spin-off estivo, Il caffè di Raiuno Estate.
Nella stagione 2020-2021, durante il periodo natalizio, il programma è andato in onda dalle 6 alle 7 e dalle 7:05 alle 8.
Il programma è in replica il sabato pomeriggio e il lunedì in terza serata su Rai 5.

## Edizioni
| Edizione | Titolo            | Periodo           | Periodo          | Puntate | Conduttori        | Conduttori        |
| Edizione | Titolo            | Inizio            | Fine             | Puntate | Conduttori        | Conduttori        |
| -------- | ----------------- | ----------------- | ---------------- | ------- | ----------------- | ----------------- |
| 1ª       | Unomattina Caffè  | 12 settembre 2011 | 1º giugno 2012   | 172     | Guido Barlozzetti | Cinzia Tani       |
| 2ª       | Unomattina Caffè  | 10 settembre 2012 | 31 maggio 2013   | 177     | Guido Barlozzetti | Cinzia Tani       |
| 3ª       | Unomattina Caffè  | 9 settembre 2013  | 30 maggio 2014   | 176     | Guido Barlozzetti | Cinzia Tani       |
| 4ª       | Il caffè di Rai 1 | 8 settembre 2014  | 29 maggio 2015   | 173     | Guido Barlozzetti | Cinzia Tani       |
| 5ª       | Il caffè di Rai 1 | 7 settembre 2015  | 2 settembre 2016 | 242     | Guido Barlozzetti | Cinzia Tani       |
| 6ª       | Il caffè di Rai 1 | 10 settembre 2016 | 15 luglio 2017   | 43      | Guido Barlozzetti | Cinzia Tani       |
| 7ª       | Il caffè di Rai 1 | 16 settembre 2017 | 2 giugno 2018    | 36      | Guido Barlozzetti | Cinzia Tani       |
| 8ª       | Il caffè di Rai 1 | 29 settembre 2018 | 15 giugno 2019   | 36      | Guido Barlozzetti | Cinzia Tani       |
| 9ª       | Il caffè di Rai 1 | 28 settembre 2019 | 27 giugno 2020   | 38      | Lisa Marzoli      | Andrea Velardi    |
| 10ª      | Il caffè di Rai 1 | 12 settembre 2020 | 26 giugno 2021   | 39      | Pino Strabioli    | Roberta Ammendola |
| 11ª      | Il caffè di Rai 1 | 18 settembre 2021 | 4 giugno 2022    | 36      | Pino Strabioli    | Roberta Ammendola |
| 12ª      | Il caffè          | 17 settembre 2022 | 1º luglio 2023   | 40      | Pino Strabioli    | Pino Strabioli    |
| 13ª      | Il caffè          | 16 settembre 2023 | 29 giugno 2024   | 43      | Pino Strabioli    | Pino Strabioli    |
| 14ª      | Il caffè          | 15 settembre 2024 | 6 luglio 2025    | 43      | Pino Strabioli    | Pino Strabioli    |

## Audience
| Edizione | Rete televisiva | Anno      | Orario    | Programmazione | Programmazione  | Programmazione | Programmazione | Programmazione | Programmazione | Programmazione | Telespettatori | Share |
| Edizione | Rete televisiva | Anno      | Orario    | L              | M               | M              | G              | V              | S              | D              | Telespettatori | Share |
| -------- | --------------- | --------- | --------- | -------------- | --------------- | -------------- | -------------- | -------------- | -------------- | -------------- | -------------- | ----- |
| 1ª       | Rai 1           | 2011-2012 | 6:00-6:30 |                |                 |                |                |                |                |                | N.D.           | N.D.  |
| 2ª       | Rai 1           | 2012-2013 | 6:00-6:30 |                |                 |                |                |                |                |                | N.D.           | N.D.  |
| 3ª       | Rai 1           | 2013-2014 | 6:00-6:30 |                |                 |                |                |                |                |                | N.D.           | N.D.  |
| 4ª       | Rai 1           | 2014-2015 | 6:00-6:30 |                |                 |                |                |                |                |                | N.D.           | N.D.  |
| 5ª       | Rai 1           | 2015-2016 | 6:00-6:30 | 152.000        | 9,51%           |                |                |                |                |                |                |       |
| 6ª       | Rai 1           | 2016-2017 | 6:00-6:55 |                |                 |                |                |                |                | 190.000        | 10,68%         |       |
| 7ª       | Rai 1           | 2017-2018 | 6:00-6:55 | 237.000        | 12,06%          |                |                |                |                |                |                |       |
| 8ª       | Rai 1           | 2018-2019 | 6:00-6:55 | 197.000        | 10,31%          |                |                |                |                |                |                |       |
| 9ª       | Rai 1           | 2019-2020 | 6:00-6:55 | 206.000        | 10,06%          |                |                |                |                |                |                |       |
| 10ª      | Rai 1           | 2020-2021 | 6:00-6:55 | [ N 2 ]        | 213.000 448.000 | 9,31% 12,38%   |                |                |                |                |                |       |
| 11ª      | Rai 1           | 2021-2022 | 6:00-6:55 | [ N 2 ]        | 247.000         | 9,67%          |                |                |                |                |                |       |
| 12ª      | Rai 1           | 2022-2023 | 6:00-6:55 | [ N 2 ]        |                 |                |                |                |                |                |                |       |
| 13ª      | Rai 1           | 2023-2024 | 6:05-7:00 |                |                 |                |                |                |                |                |                |       |
| 14ª      | Rai 1           | 2024-2025 | 6:10-7:00 |                |                 |                |                |                |                |                |                |       |

## Il caffè di Raiuno Estate
Dal 2012 al 2020, è andata in onda la versione estiva de Il caffè di Raiuno.